# Hacer de comer
Hacer de comer fue un programa de televisión de cocina, emitido en La 1 y presentado por el chef Dani García. El formato, producido por Shine Iberia, se emitió entre el 4 de marzo de 2019 y el 10 de enero de 2020 a las 13:25 horas.

## Formato
Dani García se encarga cada día de cocinar dos platos tradicionales de forma sencilla y con ingredientes al alcance de todo el mundo. Además, da trucos y consejos culinarios, y acerca a los espectadores productos que no son tan conocidos. Asimismo, el programa propone información nutricional (intolerancias, dietas equilibradas, ingredientes alternativos...) y masterclass sobre procesos culinarios y el uso de herramientas en los mismos. Además, recibe a un invitado para cocinar con él a diario, ya sea un personaje anónimo o conocido. Cabe destacar también que, en buena parte de su primera temporada, contó con la colaboración de Antonio Romero (concursante de la tercera edición de Masterchef) como pinche.
Hacer de comer es un formato original producido por Shine Iberia.